# Brommaplan

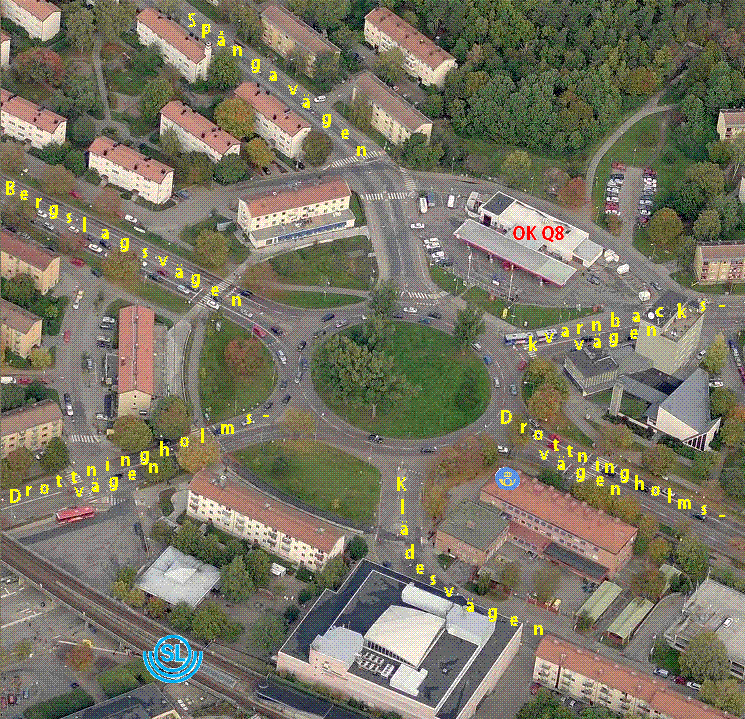
Den stora rondellen vid Brommaplan.

Brommaplan är ett lokalt centrum och trafikknutpunkt i Bromma i Stockholms kommun, med ett torg, en tunnelbanestation, en bussterminal, en stor rondell och närbutiker, apotek, restauranger, hotell,  baptistkyrka samt ett systembolag. Här återfinns sedan 2008 även punkthuset Brommahöjden.

## Kommunikationer
När Brommaplan planerades 1940, kallades Brommaplan med omgivningar för "Centrala Bromma". Precis som idag var kommunikationerna viktiga. 1936 invigdes Bromma flygfält, och var då en av Europas modernaste flygplatser. På 1930-talet åktes buss till och från stan till Brommaplan, innan bussarna ersattes av Ängbybanan och Tunnelbanan

### Tunnelbanestationen
Stationen trafikeras av T-banans gröna linje och består av en plattform utomhus med entré från väster. Den öppnades den 26 oktober 1952 när t-banan Hötorget-Vällingby invigdes.
Viadukten över torget togs i bruk år 1944 och trafikerades då av spårvagnslinjen Ängbybanan.
Avståndet till station Slussen är 10,5 kilometer.

### Bussterminalen
I anslutning till tunnelbanestation finns en stor bussterminal huvudsakligen för busstrafiken till Ekerö kommun. Den togs i bruk år 1968 och ersatte då Mälaröbussarnas gamla ändhållplats vid Kronobergsparken i närheten av Fridhemsplan i Stockholms innerstad. Även lokala bussar inom Västerort och blåbussarna 176 och 177 mot Mörby station angör terminalen. 

### Rondellen
Brommaplan kan även kallas för en stor trafikknut med rondell vid korsningen mellan Drottningholmsvägen 400, Kvarnbacksvägen 135, Spångavägen 1 och Bergslagsvägen 1. Trafikknuten är 100 meter i diameter och har sex anslutande gator. Drottningholmsvägen viker här av söderut mot Drottningholm och Ekerö, och Länsväg 275 byter namn till Bergslagsvägen.

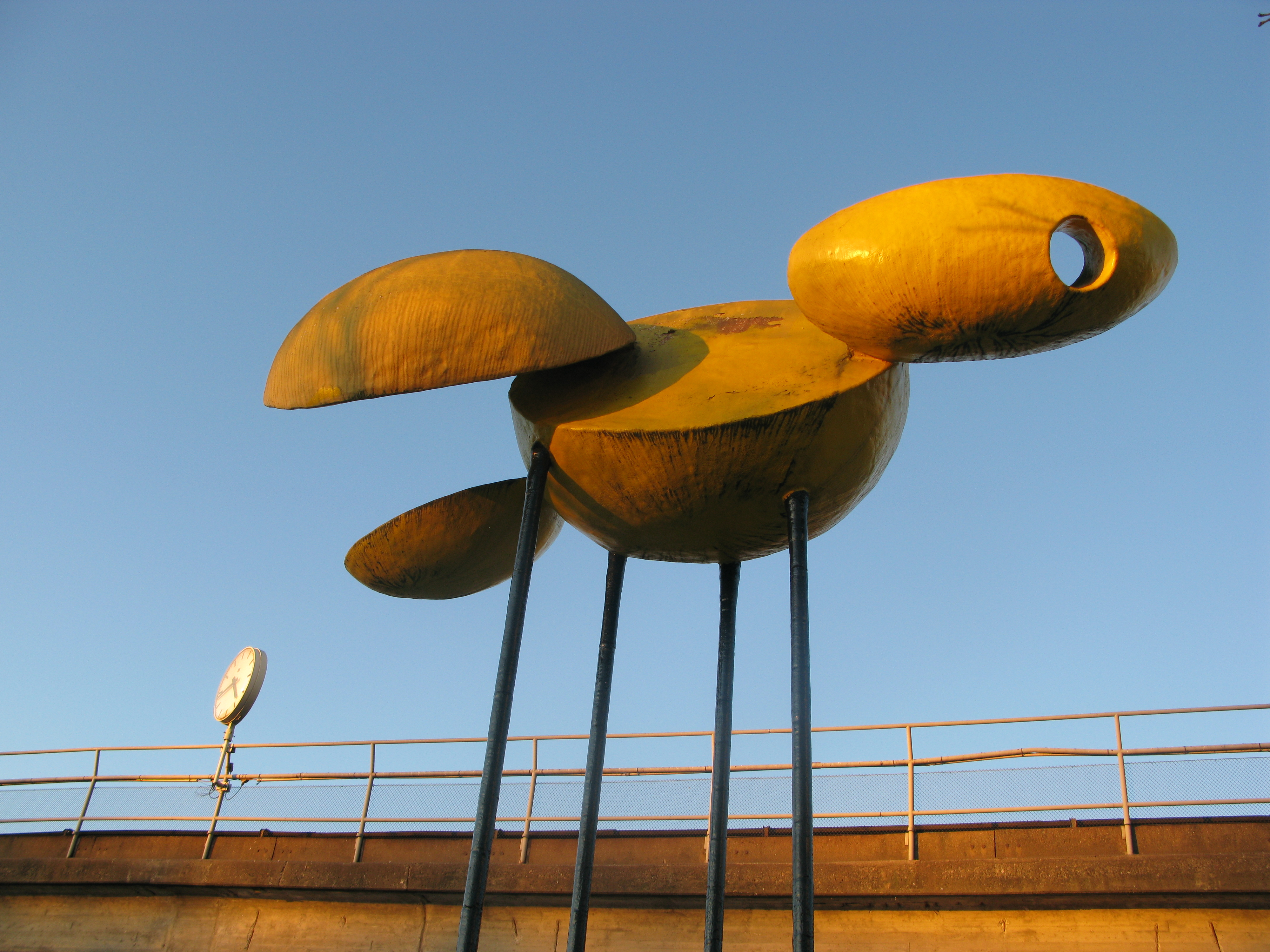
"Fågel med ägg", konstinstallation av Berndt Helleberg (1969).

## Konst
På Brommaplan finns ett flertal konstverk av Berndt Helleberg. Konstellationen föreställer en fågel som vakar över sina ägg. Huvudverket är en gul fågel som flyger över Bromma torg, äggen är i sin tur utspridda över torget (ett svart, ett gult och ett blått). Konstverken restes 1969 och anses lika spännande och lekfulla än idag.